# Chennai (distrikt)
Chennai är ett distrikt i Indien.   Det ligger i delstaten Tamil Nadu, i den södra delen av landet, 1 800 km söder om huvudstaden New Delhi. Antalet invånare är 4 646 732.
Följande samhällen finns i Chennai:
- Chennai
- Chetput
- Gāndhī Nagar